# Cesare Campori
Il marchese Cesare Campori (Modena, 15 agosto 1814 – Milano, 5 settembre 1880) è stato un poeta e storico italiano.
Era fratello di Giuseppe Campori.

## Opere
- Il generale Ernesto Montecuccoli, 1872
- Raimondo Montecuccoli, la sua famiglia e i suoi tempi
- Notizie  Storiche del Frignano (1886)